# نان کاکائویی

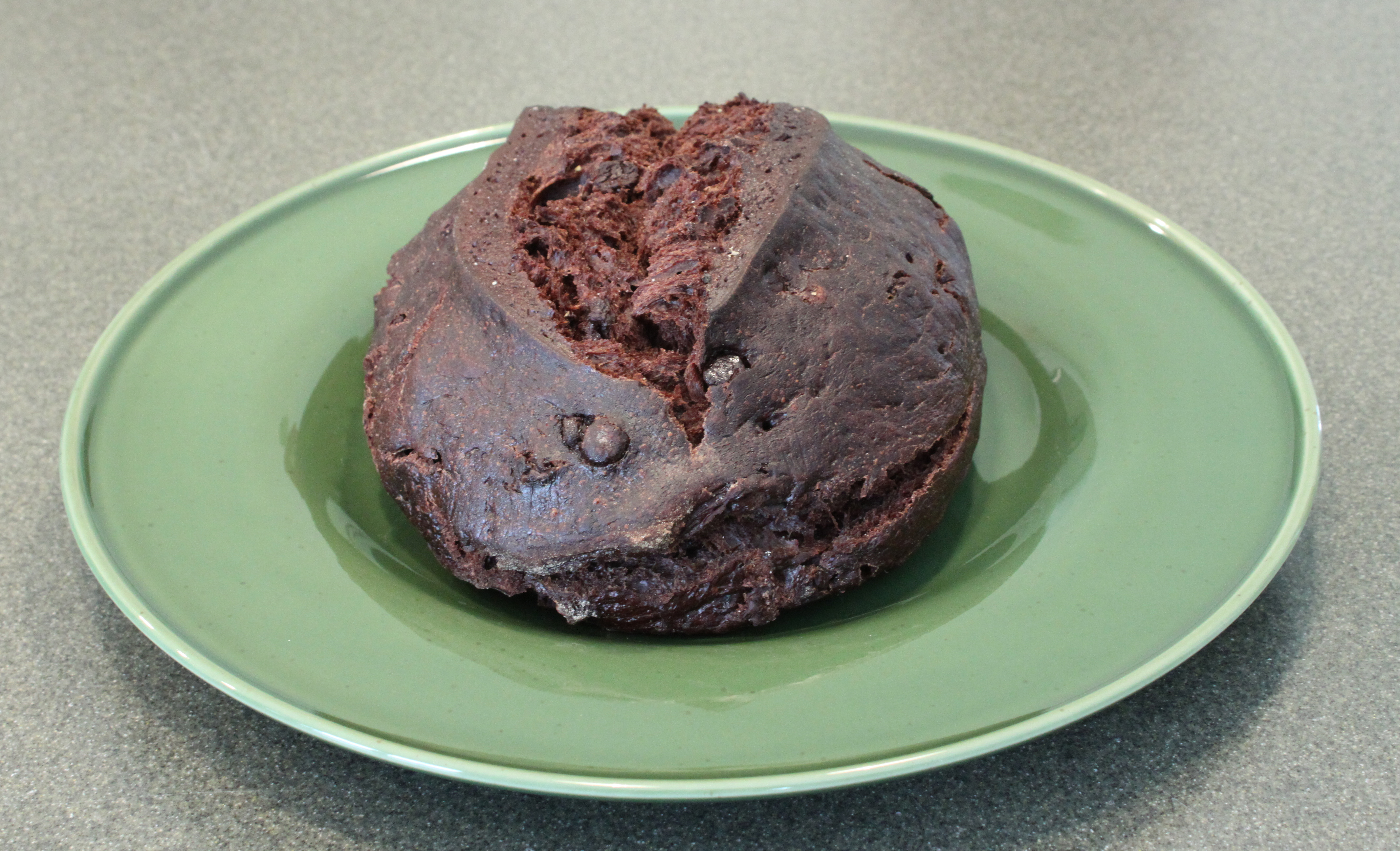

نان کاکائویی یکی از انواع نان است که در فرانسه تهیه می‌شود. نان کاکائویی به شکل یک نان انفرادی، گرد یا بیضی شکل، با طعم کاکائویی و رنگ قهوه‌ای تیره است. برخلاف نان شکلاتی که نوعی شیرینی است، نان کاکائویی از نان خمیر ترش تهیه می‌شود. در این نان پودر کاکائو به خمیر اضافه می‌شود. نان کاکائویی را می‌توان با شکلات چیپسی تزئین کرد. این نان منشأ ایتالیایی دارد.